# Cardillac

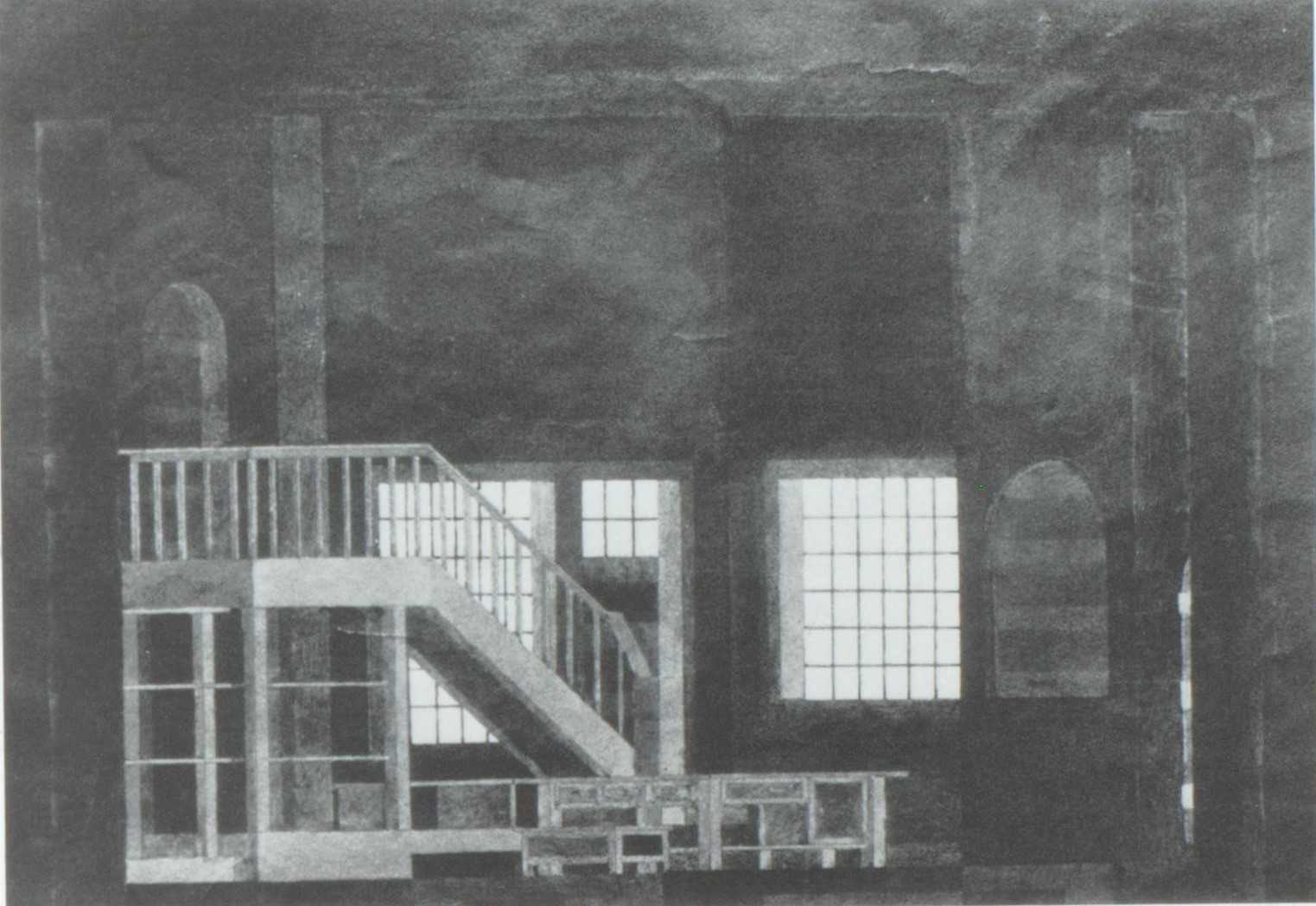
Bühnenbild von Ewald Dülberg in der Krolloper (1928)

Cardillac ist eine Oper in drei Akten (vier Bildern) von Paul Hindemith (Musik) und Ferdinand Lion (Libretto). Die Handlung basiert auf der Novelle Das Fräulein von Scuderi (1819/21) von E. T. A. Hoffmann. Das Werk wurde am 9. November 1926 in der Dresdner Staatsoper (Semperoper) uraufgeführt. Nach dem Zweiten Weltkrieg erstellte Hindemith eine vieraktige Neufassung, die am 20. Juni 1952 im Stadttheater Zürich erstmals gezeigt wurde.

## Handlung der Erstfassung
Die Oper spielt in Paris Anfang der 1680er Jahre.

### Erster Akt
Erstes Bild: Freier Platz vor Cardillacs Haus
Eine Serie seltsamer Morde hat das Volk von Paris in Aufruhr versetzt. Allen Verbrechen ist gemeinsam, dass jedes der Opfer kurze Zeit vorher ein Schmuckstück bei dem angesehenen Goldschmied Cardillac gekauft hatte und dieses nun verschwunden ist. Ein Kavalier entdeckt in der Menge eine junge Dame, für die sofort sein Herz entbrennt. Um ihre Aufmerksamkeit zu erregen, erzählt er ihr von dem berühmten Goldschmied, dessen Arbeiten selbst bei Hofe die größte Bewunderung fänden. Die Dame verspricht ihm eine Liebesnacht, wenn es ihm gelingen sollte, ihr Cardillacs schönstes Schmuckstück zu besorgen.
Zweites Bild: Schlafzimmer
Der Kavalier hat den Wunsch der Dame erfüllt. In höchster Erregung auf das versprochene Abenteuer folgt er ihr ins Schlafzimmer und nimmt die Angebetete zärtlich in seine Arme. Cardillac schafft es, im Dunkel der Nacht bei ihr einzusteigen. Bevor der Kavalier seinen Lohn empfangen kann, wird er von dem Goldschmied hinterrücks ermordet. Cardillac flieht unerkannt durchs Fenster.

### Zweiter Akt
Drittes Bild: Cardillacs Laden und Werkstatt
Ein Goldhändler betritt den Laden und bewundert die ausgelegten Schmuckstücke. Obwohl er bereit wäre, für eines von ihnen eine hohe Summe auf den Tisch zu legen, verweigert ihm Cardillac den Kauf.
Die Tochter des Goldschmieds hat vergangene Nacht mit einem Offizier geschlafen, dem sie hoffnungslos verfallen ist. Seinetwegen will sie ihren Vater verlassen, hat aber Angst davor, es ihm zu sagen. Umso überraschter ist sie, als ihr Geliebter bei Cardillac um ihre Hand anhält und dieser keinerlei Einwände hegt. Anscheinend ist sie ihm weniger wert als seine geliebten Schmuckstücke. Doch als der Offizier sich anschickt, von Cardillac eine wertvolle Kette zu kaufen, zeigt er sich überhaupt nicht erfreut. Sein anfängliches Zögern gibt er schließlich auf und überlässt dem Offizier das gewünschte Schmuckstück. Kaum hat der Soldat den Laden verlassen, kann sich Cardillac nicht mehr auf seine Arbeit konzentrieren. Unablässig denkt er an die Kette. Eine geheime Macht zwingt ihn, sich eine Maske aufzusetzen und den Offizier zu suchen.

### Dritter Akt
Viertes Bild: Straße mit angrenzendem Gasthaus
Mit dem Dolch in der Hand stürzt sich Cardillac auf den Offizier. Dieser aber kann ihn abwehren. Trotz der Maskierung bleibt dem Offizier nicht verborgen, wer der Angreifer in Wirklichkeit ist.
Der Goldhändler hat das Geschehen beobachtet und ruft die Polizei. Als diese Cardillac verhaften will, deutet der Soldat auf den Goldhändler und bezeichnet ihn als den wahren Täter. Jetzt wird der Goldhändler verhaftet und abgeführt. Das Volk lässt Cardillac hochleben und fordert ihn auf, mit ins Wirtshaus zu gehen.
Der Offizier enthüllt Cardillacs Tochter das Geheimnis ihres Vaters. Das Mädchen ist so entsetzt, dass es sich von seinem Vater lossagt. Keine Stunde länger möchte sie mit ihm unter einem Dach wohnen.
Cardillac ist des Zechens bald überdrüssig. Vom Wahn getrieben kehrt er auf die Straße zurück und brüllt, es sei der Falsche verhaftet worden. Vom Volk bedrängt, den wahren Täter zu offenbaren, bleibt Cardillac nichts anderes übrig, als sich selbst der Untaten zu bezichtigen. Zu seiner Entschuldigung behauptet er, die von ihm geschaffenen Kunstwerke seien Eigentum ihres Schöpfers und müssten zu ihm zurückkehren. Die wütende Menge erschlägt ihn.

## Handlung der Neufassung

### Erster Akt
Erstes Bild: Freier Platz vor Cardillacs Haus
Eine Serie seltsamer Morde hat das Volk von Paris in Aufruhr versetzt. Allen Verbrechen ist gemeinsam, dass jedes der Opfer kurze Zeit vorher ein Schmuckstück bei dem angesehenen Goldschmied Cardillac gekauft hatte und dieses nun verschwunden ist. Die Primadonna der Pariser Oper kommt am aktuellen Tatort vorbei. Sie hat schon unzählige Erfolge feiern können und ist inzwischen der vielen Huldigungen überdrüssig. Ein junger Verehrer spricht sie an und erzählt ihr schwärmend von Cardillacs großer Kunst. Daraufhin äußert sie den Wunsch, ein Diadem aus dem Bestand des Goldschmieds für eine Rolle am Theater zu besitzen.
Zweites Bild: Schlafzimmer im Haus der Sängerin
Der Kavalier hat den Wunsch der Primadonna erfüllt und bei Cardillac den gewünschten Kopfschmuck erworben. Nachdem er ihn seiner Angebeteten überreicht hat, lädt sie ihn in ihr Schlafzimmer ein. Cardillac gelingt es, im Dunkel der Nacht unerkannt bei ihr einzudringen und den Kavalier zu erstechen. Fassungslos steht die Sängerin vor der Leiche. Sie muss feststellen, dass ihr Geschenk fehlt.

### Zweiter Akt
Drittes Bild: Cardillacs Laden und Werkstatt
Der Geselle bittet Cardillac um die Hand seiner Tochter, was der Meister jedoch brüsk ablehnt. Kurz danach betritt der Polizeioffizier den Laden. Er verdächtigt Cardillacs Gesellen, die geheimnisvollen Morde begangen zu haben. Deshalb erklärt er ihn für verhaftet und führt ihn ab.
Die Primadonna will in der Abendvorstellung unbedingt ein echtes Diadem tragen. In dem reichen Marquis hat sie einen neuen Verehrer gefunden, der sie in Cardillacs Laden begleitet. Als sie sich dort umschaut, entdeckt sie das Schmuckstück, das ihr der Kavalier gestern geschenkt hatte. Weil sie so versessen darauf ist, lässt sie es sich ein zweites Mal kaufen.

### Dritter Akt
Viertes Bild: Theaterbühne, von der Seite aus gesehen
In der Académie Royale wird Jean-Baptiste Lullys Oper Phaëton gegeben. Cardillacs Gesellen ist es gelungen, aus der Haft zu entfliehen. Von Cardillacs Tochter hat er erfahren, dass die Sängerin inzwischen die Besitzerin der wertvollen Krone geworden ist. Weil er seinen Meister schon seit Wochen verdächtigt, in die geheimnisvollen Morde verwickelt zu sein, ist es ihm ein Anliegen, die Künstlerin zu warnen. Er dringt zur Bühne vor und bedeutet ihr, auf der Hut zu sein.
Nachdem der letzte Vorhang gefallen ist, räumen Bühnenarbeiter die Kulissen auf. Hinter einem Versatzstück kommt Cardillac zum Vorschein. Als die Primadonna das Schmuckstück ablegt, fällt ihr Blick auf den Goldschmied. Beide starren sich wie gebannt in die Augen. Plötzlich huscht der Polizeioffizier auf die Bühne. Er hatte den ganzen Vorfall von einem sicheren Versteck aus beobachtet. Er schnappt sich die Krone und eilt davon. Cardillac kann es nicht fassen, dass das Diadem schon wieder den Besitzer gewechselt hat. Vom Wahn getrieben macht er sich auf die Suche nach dem Dieb.

### Vierter Akt
Fünftes Bild: Platz vor dem Theater
Mit dem Dolch in der Hand will sich Cardillac auf den Polizeioffizier stürzen. Sein Geselle wirft sich wagemutig dazwischen, entwendet ihm das Mordwerkzeug und dem Offizier das Diadem. Das herbeieilende Volk will den Gesellen lynchen, weil er das Corpus Delicti in Händen hält. Cardillac gerät in Zorn und outet sich selbst als Täter. Daraufhin wird er von der aufgebrachten Menge erschlagen.

## Orchesterbesetzung
Fassung 1925/26
- Holzbläser: zwei Flöten (2. auch Piccolo), Oboe, Englischhorn, Klarinette in Es, Bassklarinette, Tenorsaxophon, zwei Fagotte, Kontrafagott
- Blechbläser: Horn, zwei Trompeten, zwei Posaunen, Tuba
- Pauken, Schlagwerk (fünf Spieler): Triangel, Röhrenglocken, Kleiner Gong, Kleines Becken, Hängendes Becken, Beckenpaar, Tamtam, Tamburin, vier Tomtoms, Rührtrommel, Kleine Trommel, Große Trommel, Glockenspiel
- Klavier
- Streicher: sechs Violinen, vier Bratschen, vier Violoncelli, vier Kontrabässe
- Auf der Bühne: Oboe, zwei Hörner, Trompete, Posaune, Violine, zwei Kontrabässe

Neufassung 1952/61
- Holzbläser: zwei Flöten (2. auch Piccolo), Oboe, Englischhorn, Klarinette in Es, Bassklarinette, Tenorsaxophon, zwei Fagotte, Kontrafagott
- Blechbläser: Horn, zwei Trompeten, zwei Posaunen, Tuba
- Pauken, Schlagwerk (vier Spieler): Triangel, Kleiner Gong, Hängendes Becken, Beckenpaar, Tamtam, Tamburin, Rührtrommel, Kleine Trommel, Große Trommel, Glockenspiel
- Klavier
- Streicher: sechs Violinen, vier Bratschen, vier Violoncelli, vier Kontrabässe
- Auf der Bühne: Flöte, Oboe, Fagott, Harfe, Cembalo, Violine, Bratsche, Violoncello, Kontrabass

## Werkgeschichte
Die Uraufführung der Erstfassung am 9. November 1926 in der Dresdner Staatsoper dirigierte Fritz Busch. Die Regie führte Isaac Dobrowen. Es sangen Robert Burg (Cardillac), Claire Born (Cardillacs Tochter), Max Hirzel (Offizier), Adolph Schoepfin (Goldhändler), Ludwig Max Eybisch (Kavalier), Grete Merrem-Nikisch (Dame) und Paul Schöffler (Führer der Prévôté).

Uraufführung in der Staatsoper Dresden 1926.
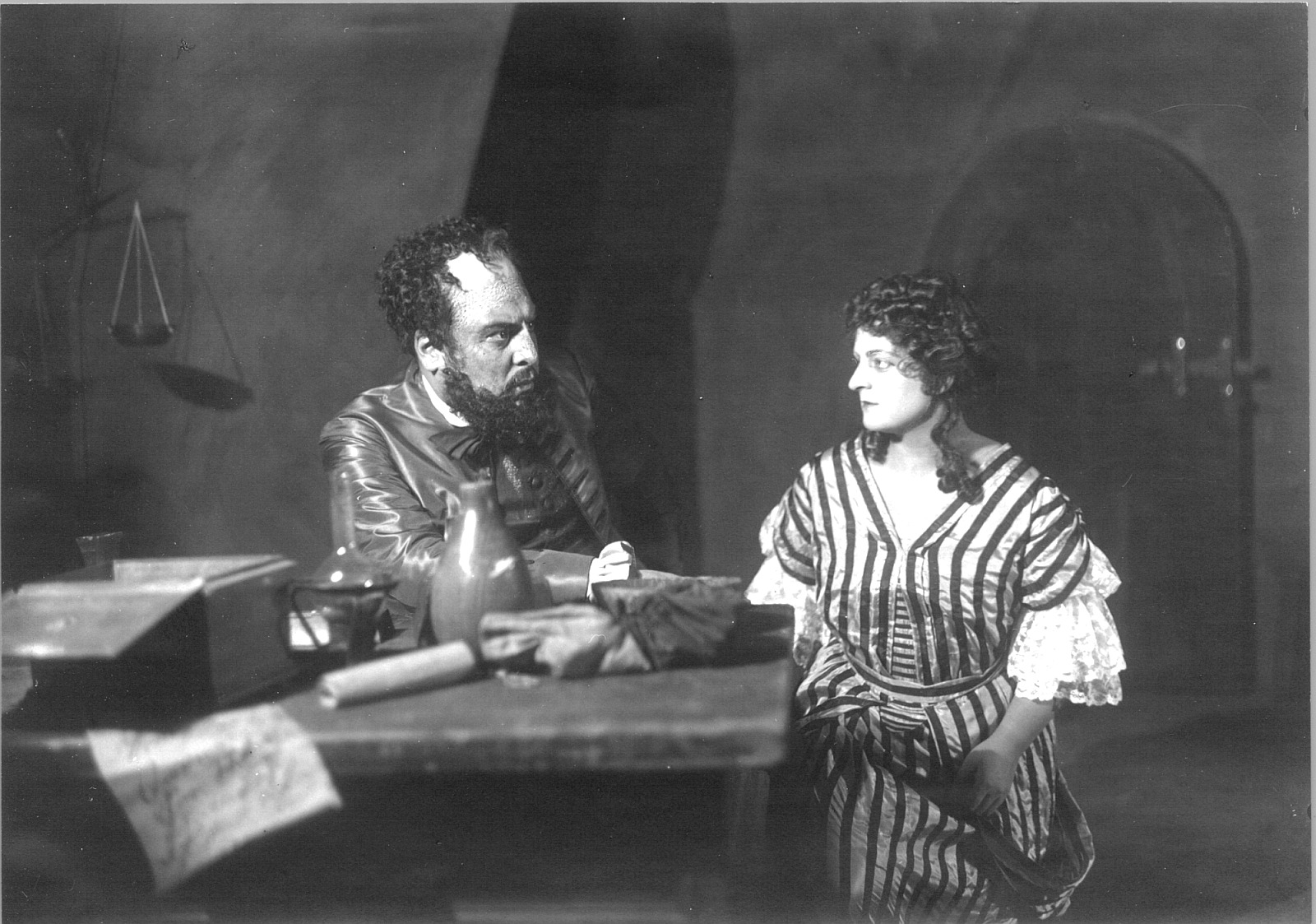
Zweiter Akt. Robert Burg als Cardillac und Claire Born als seine Tochter
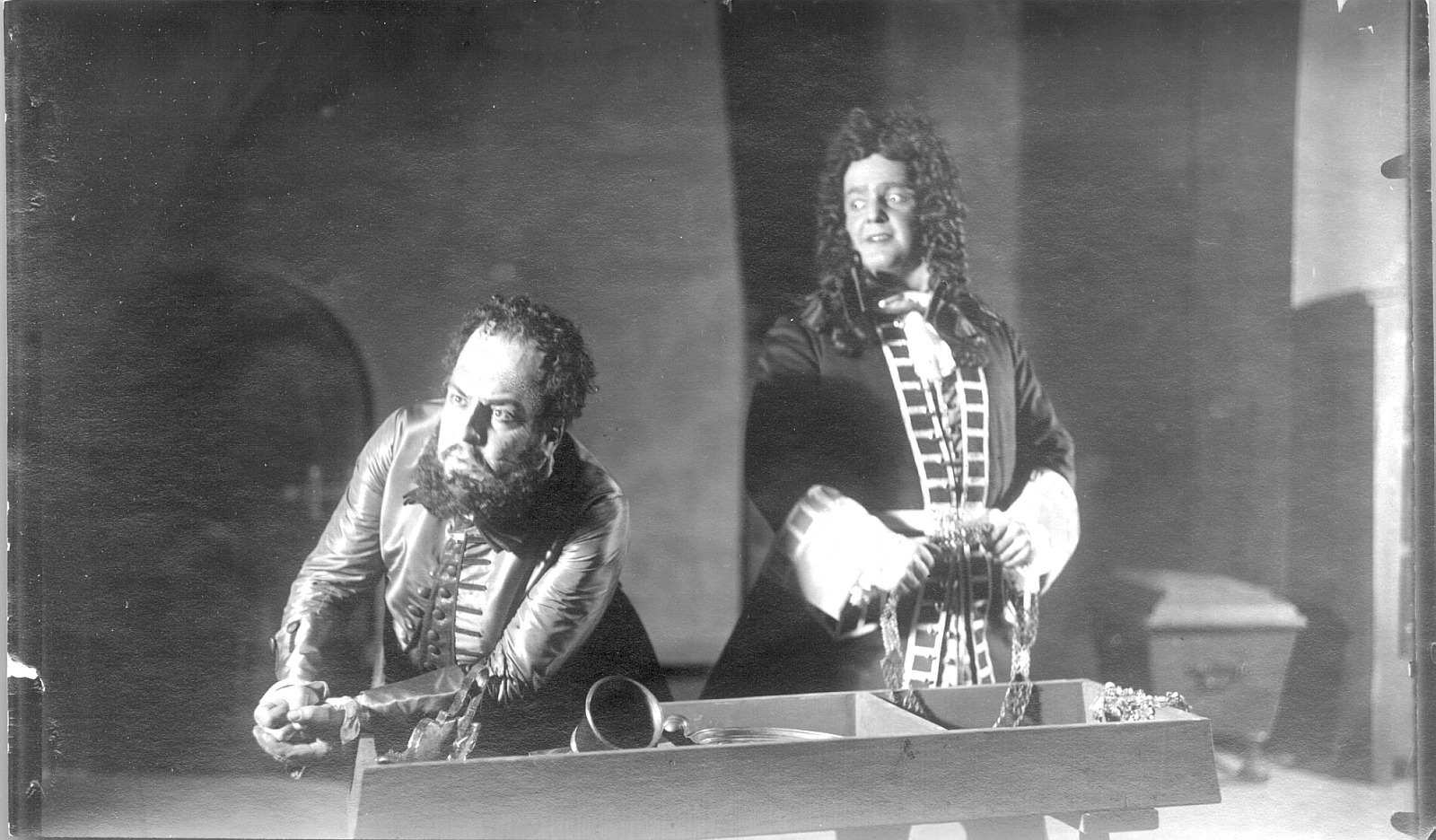
Dritter Akt. Robert Burg als Cardillac und Max Hirzel als Offizier
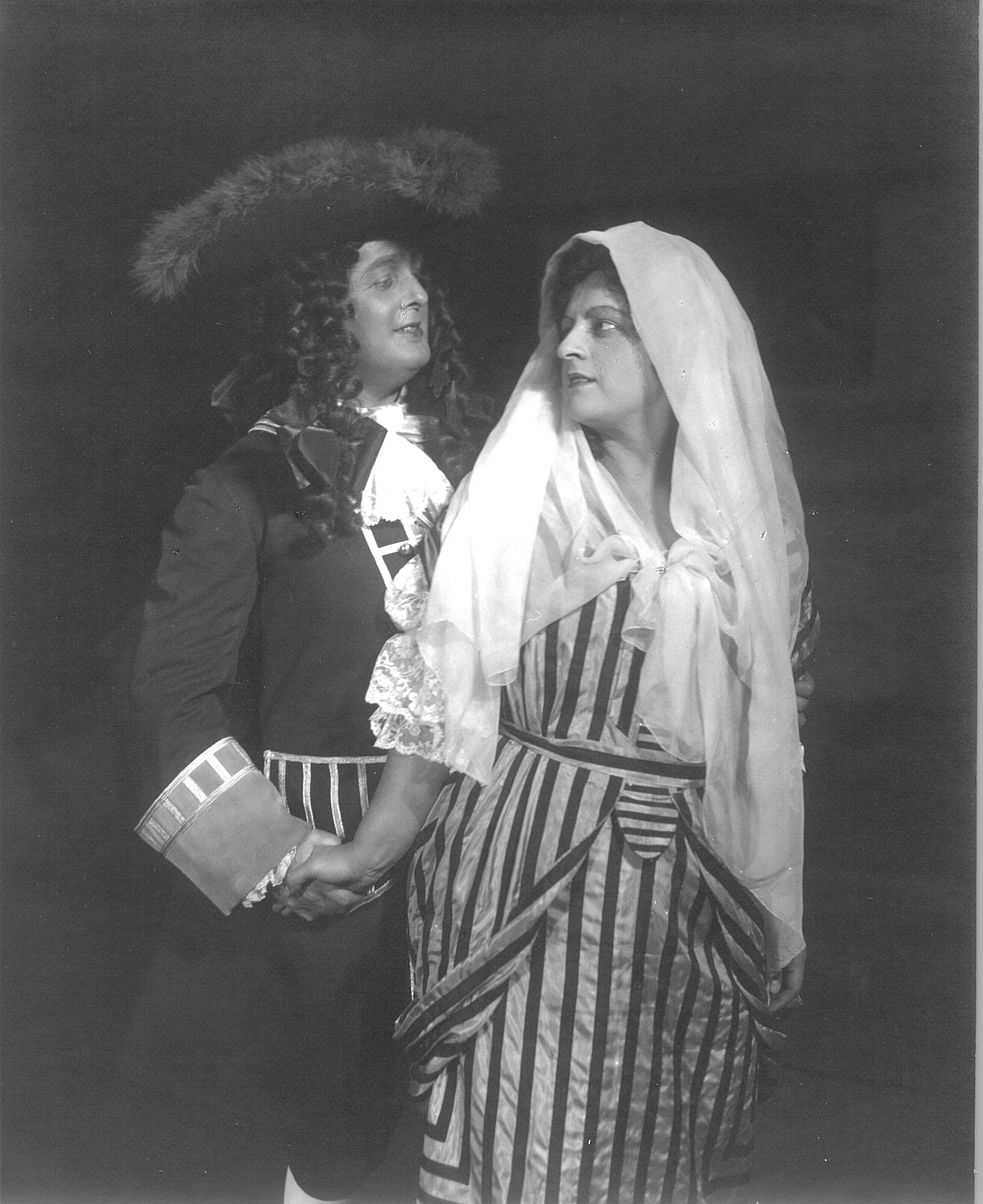
Dritter Akt. Max Hirzel als Offizier und Claire Born als Tochter des Cardillac

Hindemith wurde am Tag nach der Uraufführung von der Presse „zerrissen“: „Eine kakophone Gesamthaltung“ – „Die Musik hat mit der Romantik des Stoffes, mit der Gefühlswärme und so weiter, so gut wie nichts zu tun.“ Die Dresdner Nachrichten schrieben: „Die Dresdner Staatsoper hat sich des Werkes mit jeder Hingabe angenommen, die sie alle ihren Neuheiten zu widmen pflegt. […] Dobrowens Regie mühte sich, den Bruch, der zwischen hoffmanesken Text und der nüchtern unromantischen Musik besteht, nach Möglichkeit zu vertuschen.“
Dennoch war die Uraufführung der ersten Fassung in Dresden ein Erfolg. Noch größer war der Erfolg der zweiten Aufführung dieser Fassung in Wiesbaden unter Otto Klemperer, der das Werk später auch an der Krolloper in Berlin dirigierte. Allein in der Spielzeit 1926/27 gab es von Cardillac 13 weitere Inszenierungen.
Auch nach dem Zweiten Weltkrieg kam es zu einer Reihe von Aufführungen der ersten Fassung, bis Hindemith diese durch eine Umarbeitung im Sinne seiner gewandelten, „klassischeren“ Ästhetik ablöste. Dabei griff er sowohl in seine Komposition als auch in Lions Text ein und erweiterte die Handlung auf vier Akte (fünf Bilder). Die Neufassung wurde erstmals am 20. Juni 1952 am Stadttheater Zürich aufgeführt (Dirigent: Victor Reinshagen, Regie: Hans Zimmermann, Bühnenbild: Max Röthlisberger). Es sangen Herbert Brauer, Hedwig Müller-Bütow und Hildegard Hillebrecht, Franz Lechleitner, Max Lichtegg und Manfred Jungwirth.
Berücksichtigt man den heutigen Tonträger-Markt und die Aufführungsdatenbank(en) des Hindemith-Verlegers Schott zu beiden Fassungen, so hat sich die Neufassung (1953/61) nicht durchgesetzt. Es kam demnach seit 1969 nicht mehr zu einer Neuproduktion. Die Fassung von 1926, die auch von Experten favorisiert wird, erweist sich hingegen als etabliert und erlebt regelmäßig international Neuinszenierungen und Wiederaufnahmen.